# Boulzicourt
Boulzicourt és un municipi francès situat al departament de les Ardenes i a la regió del Gran Est. L'any 2007 tenia 954 habitants.

## Demografia

### Població
El 2007 la població de fet de Boulzicourt era de 954 persones. Hi havia 388 famílies de les quals 96 eren unipersonals (48 homes vivint sols i 48 dones vivint soles), 116 parelles sense fills, 144 parelles amb fills i 32 famílies monoparentals amb fills.
La població ha evolucionat segons el següent gràfic:
Habitants censats

### Habitatges
El 2007 hi havia 442 habitatges, 398 eren l'habitatge principal de la família, 8 eren segones residències i 36 estaven desocupats. 385 eren cases i 57 eren apartaments. Dels 398 habitatges principals, 276 estaven ocupats pels seus propietaris, 110 estaven llogats i ocupats pels llogaters i 12 estaven cedits a títol gratuït; 2 tenien una cambra, 17 en tenien dues, 49 en tenien tres, 136 en tenien quatre i 194 en tenien cinc o més. 178 habitatges disposaven pel capbaix d'una plaça de pàrquing. A 163 habitatges hi havia un automòbil i a 168 n'hi havia dos o més.

### Piràmide de població
La piràmide de població per edats i sexe el 2009 era:
| Homes | Edats   | Dones |
| ----- | ------- | ----- |
| 0     | 95 o +  | 0     |
| 0     | 90 a 94 | 0     |
| 4     | 85 a 89 | 0     |
| 4     | 80 a 84 | 12    |
| 12    | 75 a 79 | 16    |
| 32    | 70 a 74 | 28    |
| 24    | 65 a 69 | 20    |
| 12    | 60 a 64 | 12    |
| 8     | 55 a 59 | 12    |
| 32    | 50 a 54 | 36    |
| 48    | 45 a 49 | 36    |
| 28    | 40 a 44 | 48    |
| 72    | 35 a 39 | 28    |
| 28    | 30 a 34 | 32    |
| 24    | 25 a 29 | 44    |
| 20    | 20 a 24 | 28    |
| 48    | 15 a 19 | 40    |
| 44    | 10 a 14 | 40    |
| 40    | 5 a 9   | 20    |
| 32    | 0 a 4   | 28    |

## Economia
El 2007 la població en edat de treballar era de 641 persones, 467 eren actives i 174 eren inactives. De les 467 persones actives 413 estaven ocupades (218 homes i 195 dones) i 54 estaven aturades (24 homes i 30 dones). De les 174 persones inactives 62 estaven jubilades, 54 estaven estudiant i 58 estaven classificades com a «altres inactius».

### Ingressos
El 2009 a Boulzicourt hi havia 402 unitats fiscals que integraven 1.005,5 persones, la mediana anual d'ingressos fiscals per persona era de 18.117 €.

### Activitats econòmiques
Dels 30 establiments que hi havia el 2007, 2 eren d'empreses alimentàries, 3 d'empreses de fabricació d'altres productes industrials, 3 d'empreses de construcció, 7 d'empreses de comerç i reparació d'automòbils, 4 d'empreses de transport, 3 d'empreses d'hostatgeria i restauració, 1 d'una empresa financera, 2 d'empreses de serveis, 2 d'entitats de l'administració pública i 3 d'empreses classificades com a «altres activitats de serveis».
Dels 9 establiments de servei als particulars que hi havia el 2009, 1 era una oficina de correu, 1 funerària, 1 taller de reparació d'automòbils i de material agrícola, 2 fusteries, 1 perruqueria i 3 restaurants.
Dels 3 establiments comercials que hi havia el 2009, 1 era una botiga de més de 120 m² i 2 fleques.
L'any 2000 a Boulzicourt hi havia 7 explotacions agrícoles que ocupaven un total de 237 hectàrees.

## Equipaments sanitaris i escolars
El 2009 hi havia una escola elemental.

## Poblacions més properes
El següent diagrama mostra les poblacions més properes.